# Satchelliella tarae
Satchelliella tarae és una espècie d'insecte dípter pertanyent a la família dels psicòdids que es troba a Europa: els territoris de l'antiga Iugoslàvia.